# Еберхолцен
Еберхолцен (њем. Eberholzen) општина је у њемачкој савезној држави Доња Саксонија. Једно је од 40 општинских средишта округа Хилдесхајм. Према процјени из 2010. у општини је живјело 639 становника. Посједује регионалну шифру (AGS) 3254012.

## Географски и демографски подаци
Еберхолцен се налази у савезној држави Доња Саксонија у округу Хилдесхајм. Општина се налази на надморској висини од 180 метара. Површина општине износи 12,2 km². У самом мјесту је, према процјени из 2010. године, живјело 639 становника. Просјечна густина становништва износи 52 становника/km².

## Међународна сарадња
| Мјесто | Држава    | Врста сарадње | Од    |
| ------ | --------- | ------------- | ----- |
| Комблу | Француска | партнерство   | 1971. |
| Извор  |           |               |       |